# Qinlingosaurus luonanensis
Il qinlingosauro (Qinlingosaurus luonanensis) è un dinosauro erbivoro appartenente ai sauropodi, di incerta collocazione sistematica. Visse nel Cretaceo superiore (Maastrichtiano, circa 70/65 milioni di anni fa) e i suoi scarsi resti fossili sono stati ritrovati in Cina.

## Classificazione
Di questo dinosauro si conoscono pochi resti fossili postcranici (un ilio, un ischio e tre vertebre) che non permettono di distinguerlo adeguatamente da altri sauropodi del Cretaceo superiore. L'ilio è stato descritto come lungo e sottile, mentre il pube possedeva un lungo peduncolo ed era presente un grande acetabolo. Descritto per la prima volta nel 1996 da Xue et al., Qinlingosaurus è stato in seguito considerato un nomen dubium. Testimonia, in ogni caso, la presenza di sauropodi nella regione attualmente occupata dalla Cina alla fine dell'era dei dinosauri. In seguito sono stati descritti altri sauropodi cinesi dello stesso periodo, ma non è chiaro se Qinlingosaurus sia congenerico con questi ultimi.